# Авраамій (Лотиш)
Авраамій (в миру Лотиш Михайло Михайлович; 29 квітня 1985 , Вузлове, Львівська область ) — архієрей Православної церкви України, єпископ Бориспільський, вікарій Київської єпархії. Намісник Свято-Успенської Києво-Печерської лаври Православної церкви України.

## Життєпис
Народився 29 квітня 1985 року у селі Вузлове Радехівського району на Львівщині, в сім'ї священника. У 1991 році родина переселилась на Черкащину. У 2002 р. закінчив Богодухівську ЗОШ Чорнобаївського району Черкаської області та вступив до Київської духовної академії та семінарії УПЦ МП, яку закінчив у 2005 році.
7 грудня  2008 р., митрополитом Черкаським і Канівським Софронієм рукопокладений в сан диякона.
13 грудня 2008 р., митрополитом Черкаським і Канівським Софронієм рукопокладений в сан священника.
З 2008 по 2018 роки ніс послух пастирського служіння у Черкаській єпархії УПЦ.
У 2012 році закінчив Чернівецький Богословський інститут.
У 2018 році вступив до братії Києво-Печерської Лаври.
5 березня 2020 у Києво-Печерській лаврі митрополитом Онуфрієм Березовським був пострижений в рясофор під іменем Аарон.
23 березня 2021 року митрополитом Павлом Лебедем пострижений в мантію з іменем Авраамій. На честь преподобного Авраамія Працелюбного (день пам'яті — 21 серпня).
У Києво-Печерській Лаврі архімандрит Авраамій ніс послух ризничного та був членом духовного собору Свято-Успенської Києво-Печерської Лаври.
7 грудня 2021 піднесений до сану архімандрита.
29 березня 2023 року перейшов з РПЦвУ до ПЦУ, прийнятий до кліру Православної церкви України та указом Митрополита Епіфанія призначений в.о. намісника Свято-Успенської Києво-Печерської Лаври. Того ж дня йому було заборонено служіння в московському патріархаті. «Заборону у священнослужінні» РПЦвУ зазвичай застосовує до кліриків, які перейшли до Православну церкву України. У самій ПЦУ стверджують, що ці рішення не мають канонічної сили, а священнослужителі, яким РПЦвУ винесла «заборону», продовжують звершувати служіння в складі ПЦУ.
За поданням Предстоятеля ПЦУ Епіфанія на засіданні Священний синод 2 лютого 2024 року обрав архімандрита Авраамія (Лотиша) єпископом Бориспільським, вікарієм Київської єпархії та призначив його намісником Свято-Успенської Києво-Печерської Лаври.
У вечері того ж дня наречений на єпископа у храмі на честь святителів Василія Великого, Григорія Богослова та Іоана Золотоустого, що знаходиться на дзвіниці Свято-Михайлівського Золотоверхого монастиря Києва.

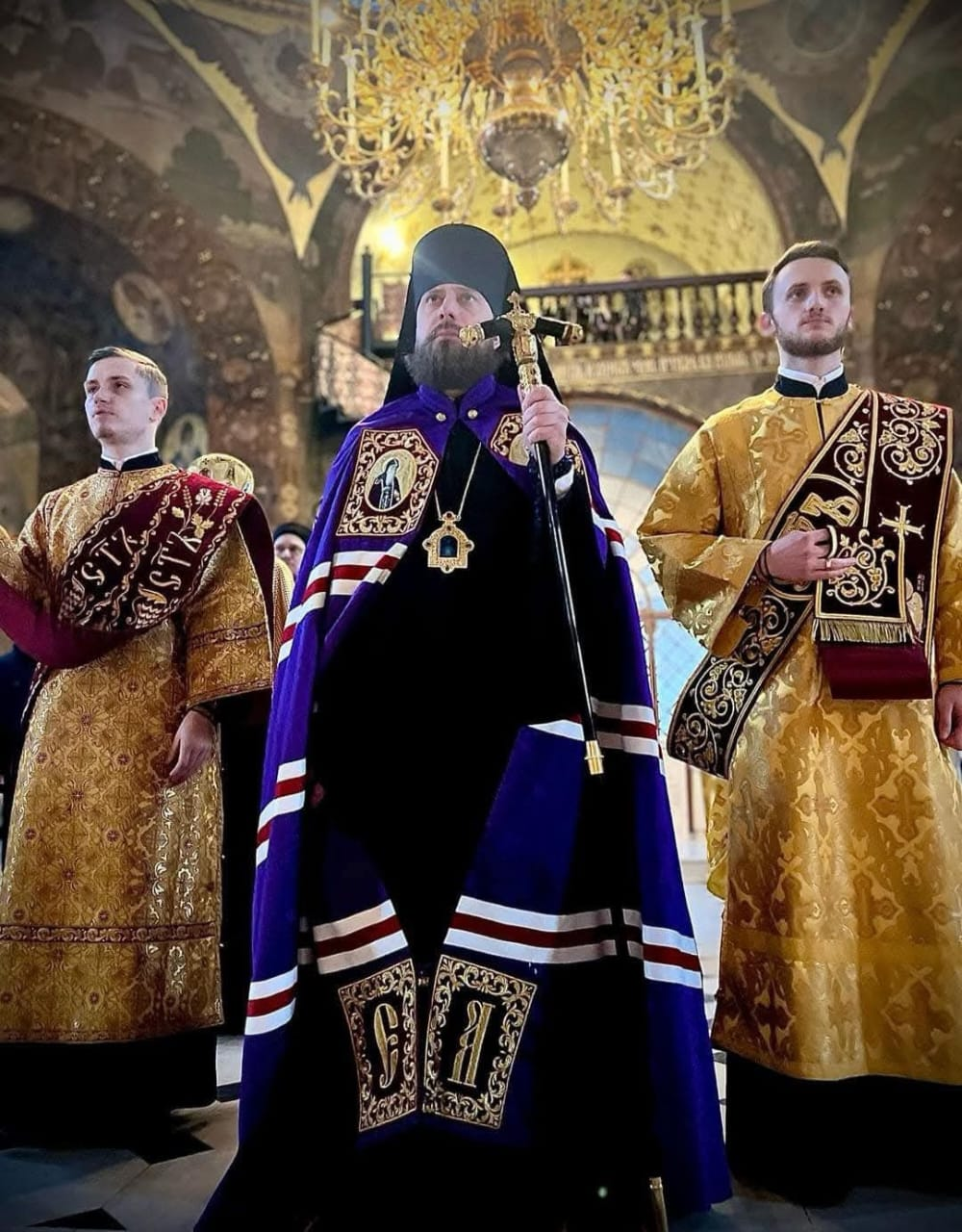
Намісник Києво-Печерської Лаври Авраамій (Лотиш) із дияконами. Богослужіння у храмі Антонія та Феодосія Свято-Успенської Лаври, 2025 рік.

3 лютого 2024 року у соборі Святої Софії м. Києва, у день знайдення мощей святителя Рафаїла, митрополита Київського та п'яту річницю інтронізації Предстоятеля автокефальної Православної Церкви України, Блаженнійшим Митрополитом Київським і всієї України Епіфанієм у співслужінні представників Вселенського Патріархату та єпископату Православної Церкви України рукоположений у сан єпископа Бориспільського, вікарія Київської єпархії..